# Luciano de Samosata
Luciano de Samosata (en griego antiguo: Λουκιανὸς ὁ Σαμοσατεύς, Lukianós ho Samosateús; en latín: Lucianus; Samosata, Siria, 125-181) fue un escritor sirio en lengua griega, uno de los primeros humoristas, perteneciente a la llamada segunda sofística.

## Biografía
La mayoría de los datos biográficos que se tienen de Luciano de Samosata son de fuentes inseguras, por lo que es difícil determinar su veracidad. En El sueño o La vida de Luciano dice haber sido aprendiz de escultor en el taller de un tío suyo, pero su torpeza manual lo hizo dejar pronto ese aprendizaje. Aunque su lengua natal fue el siríaco, un dialecto del arameo, pronto aprendió el griego ático tan a fondo que pudo parodiar a los tragediógrafos, a Platón y a diversos rétores, filósofos y religiosos, e incluso parodió el griego de Homero. Ejerció de abogado en Antioquía, pero, no estando acostumbrado a la vida sedentaria, se dedicó a la sofística y recorrió el Mediterráneo durante el reinado del emperador romano Marco Aurelio ofreciendo conferencias, que sepamos, por toda Grecia, Italia y la Galia que le fueron muy bien retribuidas; es muy posible que enseñara retórica en algún lugar del imperio romano.
Tras pasar unos años en Roma, donde fue amigo del filósofo platónico Nigrino (159), lo hallamos de nuevo en Antioquía en el año 163, y en el 165 se domicilió en Atenas, donde compró una casa e invitó a sus padres a vivir allí con él; permaneció diez años, y se cree que escribió entonces la mayor parte de sus obras, en dialecto ático muy puro. Llevó a cabo lecturas de sus obras en ciudades helénicas como Éfeso y Corinto. En el 167 asistió por cuarta vez a los Juegos Olímpicos, donde presenció el suicidio en la hoguera del filósofo cínico Peregrino Proteo, quien, expulsado de Roma por insolencia y subversión, había anunciado que se echaría a las llamas en Olimpia. Cumplió su palabra, tras declamar su propia oración fúnebre, arrojándose a la pira. Esta acción no bastó para ganarse la simpatía de Luciano, que describe con desdén la autoinmolación en Sobre la muerte de Peregrino. Debió de casarse, ya que tuvo al menos un hijo al que alude en una ocasión.
Luciano se definió a sí mismo en El pescador en estos términos:

Odio a los impostores, pícaros, embusteros y soberbios y a toda la raza de los malvados, que son innumerables, como sabes... Pero conozco también a la perfección el arte contrario a éste, o sea, el que tiene por móvil el amor: amo la belleza, la verdad, la sencillez y cuanto merece ser amado. Sin embargo, hacia muy pocos debo poner en práctica tal arte, mientras que debo ejercer para con muchos el opuesto. Corro así el riesgo de ir olvidando uno por falta de ejercicio y de ir conociendo demasiado bien el otro.

Hacia el año 175 volvió de nuevo a dar conferencias. Su bien afilado cálamo le supuso muchos enemigos y, deseoso de asentarse y no depender tanto de sus conferencias, solicitó y obtuvo un empleo estable y bien remunerado en la administración romana de Egipto: asistente del gobernador para asuntos judiciales; quizá murió en Alejandría poco después de la muerte de Cómodo, en el año 192.
Luciano no llevó una existencia triunfal ni ignorada u oscura: vivió apaciblemente consagrado a las letras, libre de todo prejuicio y sosteniendo con entereza sus opiniones, sin ser estrictamente ni filósofo ni sofista, sino sólo un hombre de letras. Sin embargo su postura es la de un escéptico integral y un antidogmático convencido, y si se apoya alguna vez en el epicureísmo es solamente por su hostilidad con la religión, y lo mismo ocurre con sus simpatías por el cinismo, que obedecen a su desprecio por cualquier forma de amaneramiento y falsedad; y, oculto tras la mueca burlona, aparece un hombre de hondo y esencial pesimismo. No se lo puede comparar con Aristófanes, como se ha hecho, puesto que éste ataca personajes y costumbres partiendo de un sistema de firmes creencias y posee una doctrina y un ideal, mientras que Luciano se burla, acaso con mayor crueldad, por la inelegancia, la hinchazón, la tosquedad o la indignidad de lo atacado, y por detrás de su sátira hay un escepticismo absoluto que no le deja nada a lo que asirse. La Suda bizantina lo despacha con una frase lapidaria: βλάσφημος ἢ δύσφημος, ἢ ἄθεος εἰπεῖν μᾶλλον / «blasfemo o maledicente, o por mejor decir ateo».
Como dechado de su sátira están los ataques a Alejandro de Abonutico, un supuesto profeta que hacía uso de una serpiente sagrada para sus adivinaciones. Luciano cuenta que tal hombre incluso fundó un nuevo culto mistérico y que ganó la simpatía del emperador Marco Aurelio. Los textos de Luciano también dan cuenta del odio y la repulsión que generaban los cristianos en su época, como cuando relata la vida y la muerte de algunos adeptos de esa nueva religión.
Sin embargo, Luciano apreció la filosofía del cínico Menipo de Gádara y sobre todo del ecléctico Demonacte, cuya vida sencilla y humilde escribió y de quien sin duda fue discípulo. Asimismo, apreciaba sinceramente a Epicuro, de una de cuyas obras dejó escrito este encomio:

Qué bendiciones crea ese libro para sus lectores y qué paz, tranquilidad y libertad engendra en ellos, liberándolos como lo hace de los terrores, apariciones y portentos, de vanas esperanzas y ansias extravagantes, desarrollando en ellos inteligencia y verdad, y verdaderamente purificando su comprensión, no con antorchas, cebollas albarranas y demás tonterías, sino con pensamiento directo, veracidad y franqueza.

## Producción literaria
| Concluí por no reprocharles mucho por todas las mentiras que encontré al leerlos, viendo que eso ya es algo habitual incluso entre los que prometen filosofar. Pero me extraña en ellos lo de que hubieran pensado que pasaría inadvertido que no escribían la verdad. Por lo que también yo, empeñándome por vanagloria en dejar algo a los venideros, para no ser el único desheredado con libertad para contar mentiras, puesto que nada verdadero tenía para contar – porque nada digno de mención me ha ocurrido –, me he dedicado a la ficción de un modo mucho más descarado que los demás. Y en una sola cosa seré veraz: en decir que miento. Me parece que así escaparé a la acusación de los demás, al reconocer yo mismo que no cuento nada verdadero. Escribo, por tanto, acerca de lo que ni vi, ni comprobé, ni supe por otros y, es más, acerca de lo que no existe en absoluto ni tiene fundamento para existir. Por lo tanto, los que me lean no deben creerme en absoluto. — LUCIANO: Historia verdadera, I, 4. |

Luciano es uno de los mayores genios satíricos de la literatura universal. Su ironía ha tenido imitadores en todas las épocas. Utilizó un griego ático puro de gran sabor clásico. Se conserva casi toda su obra en prosa, el Corpus Lucianeum, alrededor de 82 opúsculos de temática muy variada entre los cuales acaso una decena son apócrifos o espurios: Lucio o El asno, Elogio de Demóstenes (Δημοσθένους Ἐγκώμιον; en latín, Demosthenis Encomium), Tragopodagra, Epigramas, Sobre la diosa siria, Caridemo (Χαρίδημος ἢ Περὶ Κάλλους; en latín, Charidemus), Amores, Los longevos, El patriota, Cartas (Ἐπιστολαί; en latín, Epistulae), Timarión (Τιμαρίων ἢ Περὶ τῶν κατ' αὐτὸν Παθημάτων; en latín, Timarion). Algunos añaden además Sobre la astrología, Hipias o El baño y Nerón (Νέρων; en latín, Nero). Otros, como Bompaire, piensan que son auténticos Sobre la diosa siria y Tragopodagra.
Bastantes de las originales son obras retóricas (Elogio de la mosca, Elogio de la patria, Juicio de las vocales) y a veces ronda la autobiografía (El sueño, obra en la que relata su vocación por la retórica, y El gallo) y le tientan la historia (Historia verdadera, una de sus obras más famosas, en la que parodia y satiriza los escritos de historiadores como Heródoto en su tendencia a narrar lo maravilloso sacrificando la verdad; Cómo debe escribirse la historia, que adopta forma epistolar) o la filosofía (La pantomima, El pecador), pero se le conoce fundamentalmente por una serie de desternilllantes diálogos satíricos y morales (Diálogos de los dioses, Diálogos de los muertos, Diálogos de las cortesanas, Caronte el cínico, Prometeo, La asamblea de los dioses, El parásito y Anacarsis), en los que se desacredita todo tipo de creencia filosófica y religiosa; entre estas últimas, no sólo figura la religión pagana, sino también la cristiana, que tenía cada vez más pujanza.
En La almoneda de los filósofos, se ataca violentamente la multiplicidad de escuelas de pensamiento, y se hizo tan popular que el bizantino Teodoro Pródromo le escribió una continuación: Venta de vidas. La producción crítica de Luciano va más allá del diálogo, y abarca muchísimas formas. Su lucha contra la credulidad no deja de ser recurrente: el mundo está repleto de charlatanes y embaucadores, prestándose las personas a ser engañadas de continuo. Es el caso de obras como Alejandro o el falso profeta (dedicada a Celso), Altercado con Hesíodo, Sobre el luto, El asno, Historia verdadera o Sobre la muerte de Peregrino. En esta última, que tiene como tema a un filósofo cínico de la época, aparece lateralmente Jesús como un vulgar embaucador. Luciano se constituye, pues, en algo así como el Voltaire del mundo antiguo, como lo denominó Engels. En contraposición a los estafadores, Luciano escribió como vidas ejemplares las de Sóstrato (perdida) y Demónax.

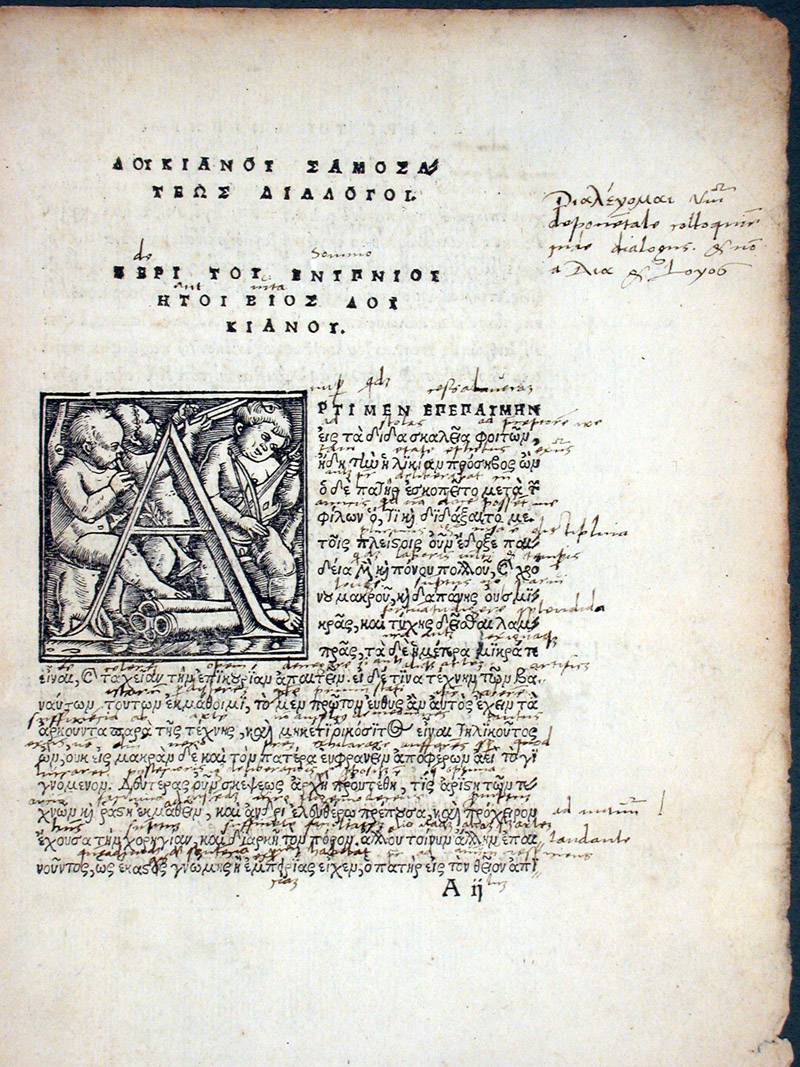
Somnium de Luciano.

Compuso también libelos como El maestro de retórica, parodias de las tragedias clásicas como El pie ligero o La tragedia de la gota, y una novela corta: Historia verdadera, donde idea un viaje a la Luna en un barco arrastrado por una providencial tromba de agua y donde, entre otras maravillas, ve a los selenitas, que no tienen ano, hilar los metales y el vidrio para hacer trajes, beber zumo de aire, quitarse y ponerse los ojos y donde dan a luz los hombres en vez de las mujeres, ya que se casan hombres con hombres; asiste a la guerra entre los caballeros buitres y lacanópteros del emperador selenita, que es Endimión, y los caballeros hormiga del solar, que es Faetón, así llamados por sus respectivas monturas; se trata tal vez de la primera obra de imaginación pura especulativa de la literatura universal, pues ya el mismo autor afirma en ella lo siguiente:

Escribo, por tanto, sobre cosas que jamás vi, traté o aprendí de otros, que no existen en absoluto ni por principio pueden existir.

Es, pues, uno de los abuelos de la ficción científica o ciencia ficción. De tema parecido es el Icaromenipo, escrito en el que el filósofo real Menipo de Gadara, personaje cínico habitual en las sátiras de Luciano contra la religión, consigue volar con un ala de águila y otra de buitre desde el monte Olimpo a la Luna, que encuentra habitada por espíritus. Cuando Menipo decide volar hasta el Sol, los dioses, airados por su atrevimiento, le roban las alas.

## Influencia posterior
Ya en su misma época empezó a ser imitado, por ejemplo por el platonizante Celso, y sus obras fueron imitadas en el Imperio bizantino (por ejemplo, en el anónimo Timarión, del siglo XII), pero su revalorización en Occidente tuvo que esperar al Renacimiento. Ya en el siglo XV, tuvo un importante seguidor, León Battista Alberti, en su Momus sive de principe (1450); pero el influjo de Luciano se notó sobre todo durante el siglo XVI: en los Coloquios (1517) de Erasmo de Róterdam, en Pantagruel (1532) y Gargantúa (1534) de François Rabelais, y  en Cymbalum mundi (1537) de Bonaventure des Périers; lo leyeron también Maquiavelo y Roïdis. En castellano hay huellas de la obra de Luciano en los hermanos Juan y Alfonso de Valdés (en el caso de este último, en su Diálogo de Mercurio y Carón), así como en Cristóbal de Villalón (El Crotalón). Ya en el siglo XVII hay huellas de Luciano en Mateo Alemán, en Miguel de Cervantes, que lo utiliza como modelo para su Coloquio de los perros, en [Bernardo de Balbuena], y Francisco de Quevedo se inspira en él para componer sus Sueños; también Diego Saavedra Fajardo utiliza la sátira lucianesca en algunos de sus diálogos de tema político. En el resto de Europa, no fue menor el prestigio de Luciano: fue imitado por Swift (Viajes de Gulliver), Bergerac (Viaje a la luna), Bernard le Bovier de Fontenelle, Giacomo Leopardi (Opúsculos morales, de 1827)  y, sobre todo, Voltaire, un espíritu muy afín al suyo. Friedrich Engels lo llamó "el Voltaire de la antigüedad clásica".

## Eponimia
- El cráter lunar Lucian lleva este nombre en su memoria.[35]